# Nile TV International
Nile TV International es el segundo canal egipcio por satélite y cadena de noticias en Egipto, y el primer canal de televisión árabe por satélite. Transmite programas en lenguas extranjeras como el inglés, el francés o el hebreo
Nile TV International se emite en cuatro satélites y por lo tanto, su transmisión llega a todo el mundo árabe, el Medio Oriente, África del Norte, Europa y los Estados Unidos. Por otra parte, también se transmite como un canal terrestre de ultra alta frecuencia.
En julio de 2009, Nile TV International se convirtió formalmente en el Centro de Noticias de la ERTU, dirigida por Abdel Latif El Menawy, reafirmando así su compromiso de desarrollar un formato orientado a las noticias. Una revisión a fondo del canal está actualmente en curso y se espera que esté terminado a principios de 2010. Se considera seguro que el relanzamiento es parte de una reestructuración más amplia, empezaron a insinuar en una entrevista con El Nacional (Abu Dhabi) Egipto, para poner en marcha nuevos canales de televisión. La edición 2009 anunció "nuevas noticias y horizontes políticos".

## Objetivos del Canal
Nile TV International pone de relieve egipcio y árabe cultura, turistas, económica y  artístico temas, con énfasis en la Noticias que es la primera prioridad. También juega un papel muy importante a nivel informativo, cultural, artístico, económico y turístico.
Los objetivos de Nile TV International son:
- Dirección de espectadores extranjeros en Egipto y en todo el mundo con respecto a la cultura, la economía, el turismo y el arte, y para iniciar un diálogo constructivo entre las diferentes culturas en lenguas extranjeras.
- Presentar las opiniones del gobierno egipcio y la gente en diversas cuestiones relativas a la región árabe y de Oriente Medio, así como los problemas mundiales.
- Reflejar la imagen del Egipto moderno, y todos sus logros concretos en forma de proyectos nacionales en los campos de la educación, derechos de las mujeres, salud , y el establecimiento de una  Democracia
- Eventos de difusión de noticias de Egipto y el mundo árabe, y analizar y discutir con los funcionarios, políticos, analistas y los egipcios cultivaron, árabes y extranjeros en idiomas extranjeros.
- Presencia de noticias objetiva sobre los acontecimientos internacionales, análisis y discusión de los eventos para ayudar a los espectadores extranjeros entender la verdad acerca de las posiciones egipcias y árabes sobre los acontecimientos internacionales actuales con el fin de proteger a los espectadores extranjeros de caer presa de los medios de comunicación tendenciosos.
- Presentar imágenes de Egipto y reflejan sus religiones y sus valores, humanitarismo y Tolerancia

## Anclas

### Presente Inglés anclas
- Shahira Amin
- Hend Farrag
- Nesreen Bahaa El-Din
- Yasser Abdel Hakim
- Radwa Mobarak
- Hany Seif
- Mahetab El-Afandi
- Mayssa Maher
- Mohamed Abdel Rehim
- Dina Hussein
- Hala El-Hamalawy
- Mona Sweilam
- Nancy Sarah Barakat
- Yasmin Bakir

### Periodistas presentes Inglés
- Mona Moselhy
- Angy Maher
- Nermine Abdel Rahman
- Sally Lamloum
- Amira Mohsen
- Aya El-Batrawy
- Nadia El-Hadi
- Yasmine Ibrahim
- Karim Gamal El-Din

### Antiguo Inglés anclas
- Yousef Gamal El-Din
- Nihal Saad
- Sami Zidan
- Ayman Salah
- Ahmed El-Naggar

## Muestra
- Panorama de Noticias
- Lunes
- Front Line
- Abrir a la pregunta
- Asuntos Árabes
- Business World
- Crucero por el Nilo
- El Cairo reloj
- Hoy Egipto

En el Ramadán de 2009, el canal se embarcó en un programa diario de dos horas que se transmitió desde el centro del parque Azhar. "Noches egipcias" salió al aire 30 episodios e incluyó varios invitados de alto perfil y de generación de informes.